# Broadback
Il fiume Broadback (in francese Rivière Broadback;in inglese Broadback River) è un fiume canadese situato nel nord del Québec.
Ha una lunghezza di 450 km e un bacino idrografico di 20.800 km². La sua portata media è di 350 m³/s. Sfocia nella baia di Rupert, nella parte meridionale della baia di James, a sud del fiume Rupert.
All'interno del bacino idrografico è presente il lago Troilus.